# Levante Jet
Il Levante Jet è un catamarano appartenente alla compagnia di navigazione danese DFDS.

## Servizio
Varato il 12 marzo 2015 nel cantiere navale Incat Tasmania Pty di Hobart con il nome di Akane e consegnato il 23 marzo 2015 alla Sado Kisen KK, prende servizio nello stesso anno nei collegamenti tra Naoetsu ed Ogi. Saltuariamente, opera anche nei collegamenti tra Niigata e Ryotsu.

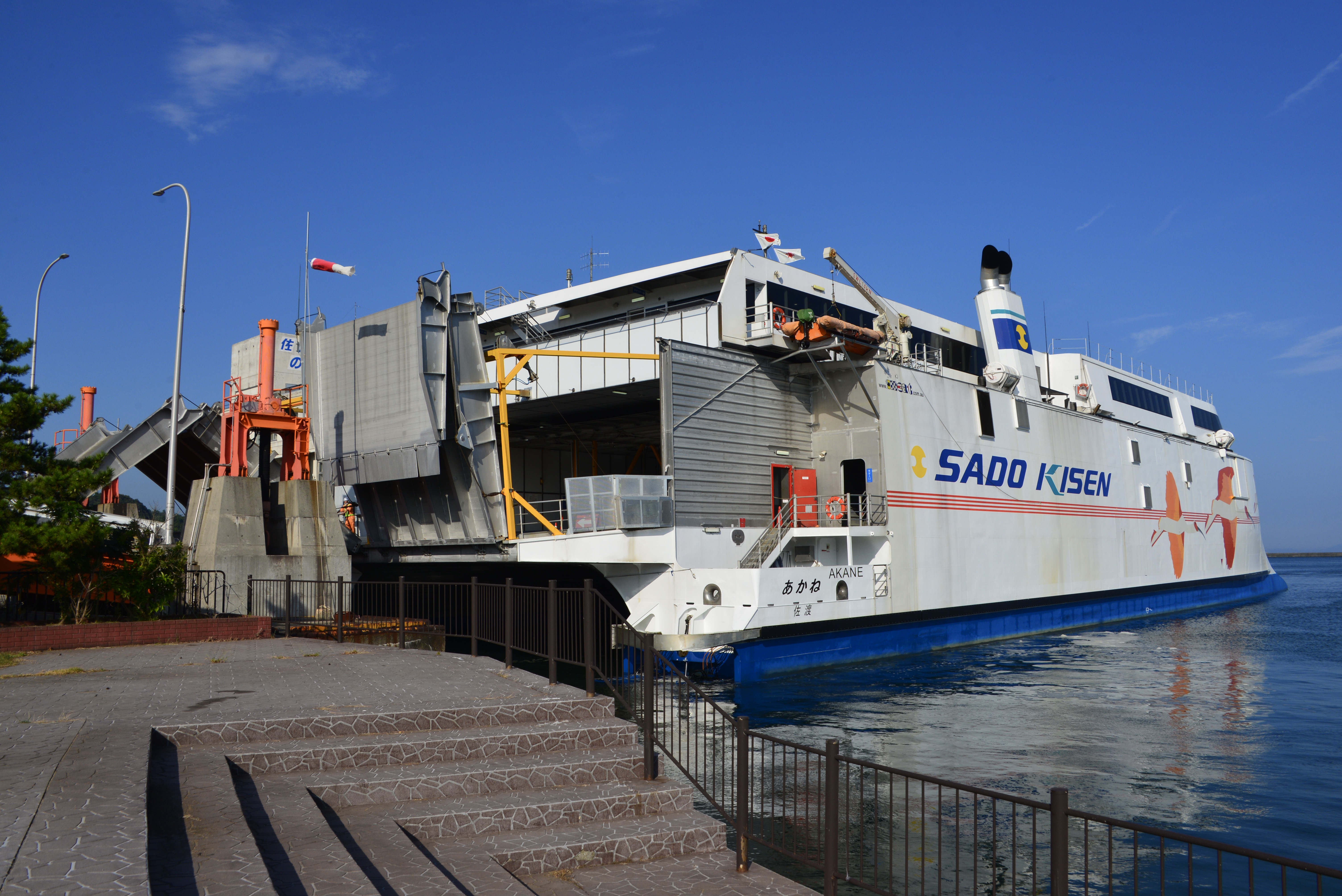
L'Akane nel 2020.

Il 15 novembre 2020 viene disarmato e messo in vendita.
Il 14 luglio 2021 ne viene annunciata la cessione alla FRS Iberia, dalla quale viene ribattezzato Levante Jet. A settembre prende servizio nei collegamenti tra Algeciras e Ceuta.
Nel settembre del 2023, con l'acquisizione della FRS Iberia da parte del gruppo DFDS, passa sotto le insegne di quest'ultimo, continuando tuttavia ad operare sulla stessa rotta.
Il 5 aprile 2025 salpa da Algeciras per Portsmouth, dove, giunto due giorni dopo, viene trasferito sotto la gestione DFDS. Il 17 aprile prende servizio nei collegamenti Poole e Jersey, dove opera tutt'oggi.